# Impossible to Miss You
Albums de Wang Lee-hom
Revolution
(1998) Forever's First Day
(2000)
Impossible to Miss You (chinois simplifié: 不可能错过你; chinois traditionnel: ; pinyin: bù kě néng cuò guò nǐ) est le sixième album studio du chanteur taïwano-américain Wang Lee-hom, paru en 1999. Il est sorti officiellement le 22 juin 1999 par Sony Music Entertainment Taïwan en Taïwan.

## Liste des chansons
1. 釣靈感
2. 不可能錯過你
3. 流淚手心
4. Julia
5. 感情副作用
6. 打開愛
7. 不降落的滑翔翼
8. 你愛過沒有
9. 失去了你
10. Happy Ending
11. Mary Says